# 吐爾克巴斯區
42°27′43″N 70°20′24″E / 42.462°N 70.34°E

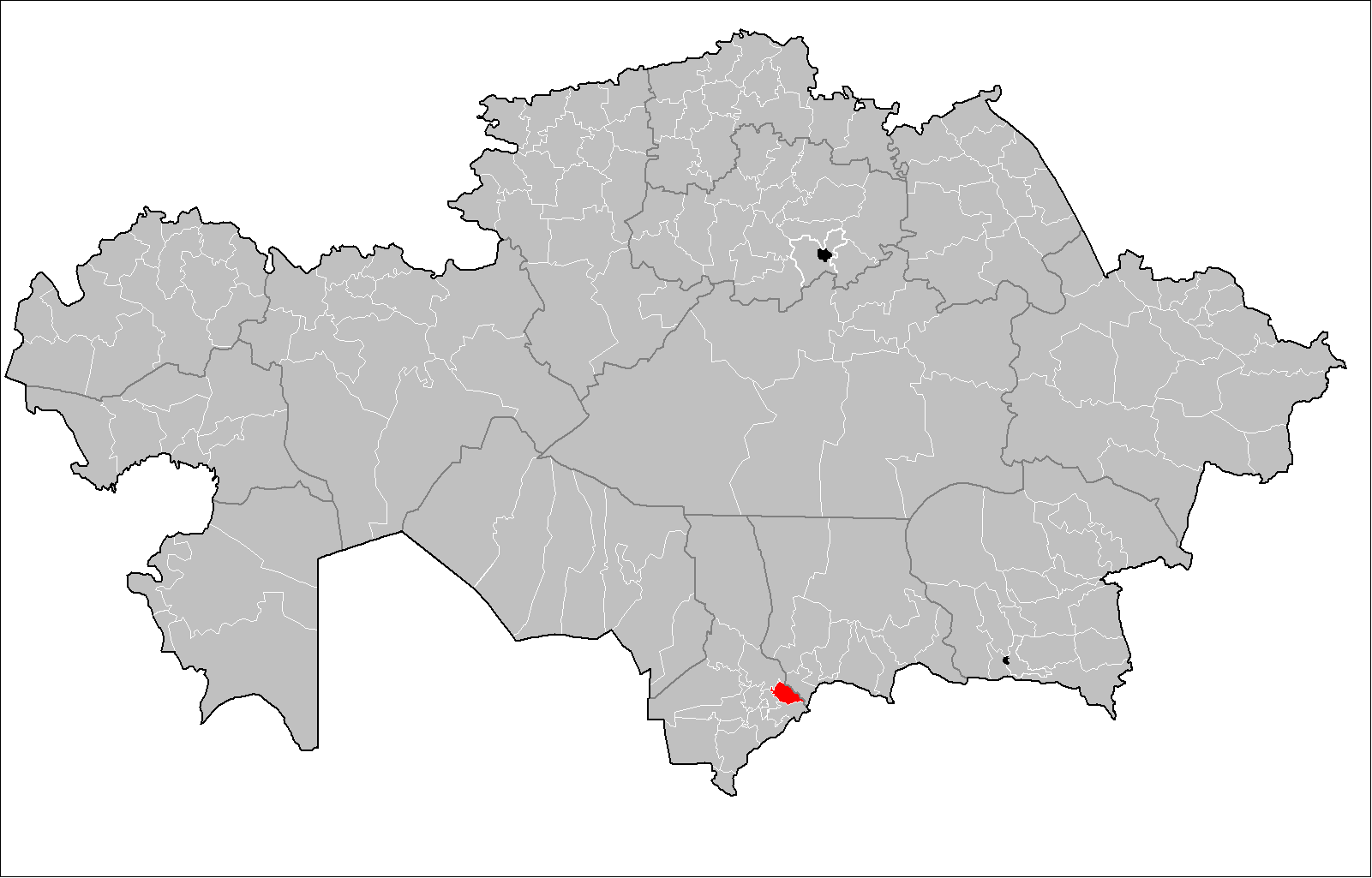

吐爾克巴斯區是哈薩克斯坦的行政區，位於該國南部，由突厥斯坦州負責管轄，首府設於圖拉爾	雷斯庫洛夫，始建於1928年，面積2,300平方公里，2019年人口111,286。